# Ceny Thálie 2022
Ceny Thálie 2022 byl 29. ročník udílení Cen Thálie, které udílí Herecká asociace za mimořádné výkony či celoživotní mistrovství v oblasti jevištního umění. Předsedové oborových porot v činohře, opeře, baletu, muzikálu a operetě, alternativního divadla a loutkového divadla vyhlásili 34 nominovaných osobností 8. září 2022. Vyhlašovací ceremoniál v sobotu 8. října 2022 v pražském Národním divadle moderovala Daniela Písařovicová. V přímém přenosu jej odvysílala Česká televize na stanici ČT1 a Český rozhlas na stanici Dvojka. Ceny vyrobila sklárna Ajeto ze severočeské obce Lindava. 

## Ceny a nominace
Při oficiálním večeru bylo vyhlášeno 18 laureátů:

### Činohra – ženský výkon
- Veronika Korytářová (role: Vlasta Burian, Burian, režie: Tomáš Dianiška, Divadlo F. X. Šaldy, Liberec)
  - Markéta Matulová (role: Julka, Šikmý kostel, režie: Janka Ryšánek Schmiedtová, Divadlo Petra Bezruče, Ostrava)
  - Zuzana Stivínová (role: Vassa Petrovna Železnovová, Vassa Železnovová, režie: Jan Frič, Národní divadlo, Praha)

Širší nominace: Pavla Beretová, Barbora Křupková, Dagmar Pecková, Regina Rázlová, Bára Štěpánová, Johanna Tesařová, Dana Verzichová
Cenu předala: Veronika Khek Kubařová

### Činohra – mužský výkon
- Saša Rašilov (role: Borchert, Moje říše je z tohoto světa, režie: Miroslav Bambušek, Studio Hrdinů Praha)
  - Tomáš Kobr (role: Tomáš, Perplex, režie: Natália Deáková, Jihočeské divadlo České Budějovice)
  - Jan Vondráček (role: Major Alexejev, Konec rudého člověka, režie: Michal Vajdička, Divadlo v Dlouhé, Praha)

Širší nominace: Filip Březina, Jakub Burýšek, Karel Dobrý, Marek Holý, Jiří Langmajer, Stanislav Majer, Martin Pechlát
Cenu předala: Veronika Khek Kubařová

### Činohra – celoživotní mistrovství
- František Němec

Cenu předali: Petr Kostka a Petr Dvořák (Česká televize)
- Veronika Forejtová

Cenu předali: Zdeněk Troška a Kateřina Konopásková (Český rozhlas)

### Balet – ženský výkon
Balet, pantomima nebo jiný tanečně dramatický žánr:
- Natalia Adamska (role: Carmen, Carmen, Národní divadlo moravskoslezské, Ostrava)
  - Jarmila Hruškociová (role: Katherine, Lady Macbeth – 1865 , Divadlo J. K. Tyla, Plzeň)
  - Alina Nanu (role: Julie, Romeo a Julie, Národní divadlo, Praha)

Širší nominace: Irina Burduja, Kristina Kornová, Nikola Márová, Ayano Nagamori, Francesca Raule, Michaela Vápeníková, Emilia Vuorio
Cenu předal: Petr Zuska

### Balet – mužský výkon
Balet, pantomima nebo jiný tanečně dramatický žánr:
- Sergio Méndez Romero (role: On, Sólo pro tři, Moravské divadlo Olomouc)
  - Francesco Fasano (role: Don José, Carmen, Národní divadlo moravskoslezské, Ostrava)
  - Sebastiano Mazzia (role: Alex, Mechanický pomeranč, Jihočeské divadlo České Budějovice)

Širší nominace: Rory Ferguson, Michal Heriban, Paul Irmatov, Štěpán Pechar, Matěj Šust, Ondřej Vinklát, František Vlček 
Cenu předal: Petr Zuska

### Balet – celoživotní mistrovství
- Libuše Králová

Cenu předali: Vlastimil Harapes a Ludvík Bohman (INTERGRAM)

### Opereta, muzikál – ženský výkon
Muzikál, opereta nebo jiný hudebnědramatický žánr:
- Hana Fialová (role: Áda Harrisová, Květiny pro paní Harrisovou, režie: Gabriela Petráková, Národní divadlo moravskoslezské Ostrava)
  - Kristýna Daňhelová (role: Jane Eyrová, Jane Eyrová, režie: Petr Gazdík, Městské divadlo Brno)
  - Stanislava Topinková-Fořtová (role: Norma Desmond, Sunset Boulevard, režie: Lumír Olšovský, Divadlo J. K. Tyla, Plzeň)

Širší nominace: Nina Horáková, Dagmar Křížová, Markéta Matulová, Vendula Příhodová, Charlotte Režná, Ivana Vaňková, Jana Zenáhlíková
Cenu předal: Petr Štěpán

### Opereta, muzikál – mužský výkon
Muzikál, opereta nebo jiný hudebnědramatický žánr:
- Lumír Olšovský (role: Henry Higgins, My Fair Lady, režie: Marek Němec, Divadlo J. K. Tyla, Plzeň)
  - Tomáš Šulaj (role: Jidáš Iškariotský, Jesus Christ Superstar, režie: Dodo Gombár, Slovácké divadlo, Uherské Hradiště)
  - Roman Tomeš (role: Hedwig, Hedwig a její Angry Inch, režie: Pavel Košatka, Freedom Production, Malostranská beseda)

Širší nominace: Tomáš David, Karel Heřmánek ml., Jozef Hruškoci, Lukáš Janota, Pavel Režný, Tomáš Savka, Titus Tóbisz
Cenu předal: Petr Štěpán

### Opereta, muzikál – celoživotní mistrovství
- Galla Macků

Cenu předali: Ladislav Županič a Zdeněk Barták

### Opera – ženský výkon
- Jana Sibera (role: Manon Lescaut, Manon, režie: Jiří Nekvasil, Národní divadlo moravskoslezské, Ostrava)
  - Petra Alvarez Šimková (role: Žena, Očekávání, režie: Barbora Horáková Joly, Národní divadlo, Praha)
  - Doubravka Součková (role: Morgana, Alcina, režie: Jiří Heřman, Národní divadlo Brno)

Širší nominace: Olga Jelínková, Jana Šrejma Kačírková, Tereza Mátlová, Alžběta Poláčková, Ivana Veberová, Lívia Obručník Vénosová, Michaela Zajmi
Cenu předala: Eva Dřízgová-Jirušová

### Opera – mužský výkon
- Martin Bárta (role: Jago, Othello, režie: Oldřich Kříž, Divadlo F. X. Šaldy, Liberec)
  - Joachim Bäckström (role: Peter Grimes , Peter Grimes, režie: David Radok, Národní divadlo Brno)
  - Dalibor Jenis (role: Nabucco, Nabucco, režie: Jiří Heřman, Národní divadlo Brno)

Širší nominace: Aleš Briscein, Pavel Černoch, Jan Hnyk, Justin Kim, Pavol Kubáň, Vojtěch Pelka, Jiří Rajniš
Cenu předala: Eva Dřízgová-Jirušová

### Opera – celoživotní mistrovství
- Libuše Márová

Cenu předali: Martin Baxa a Zbyněk Brabec

### Loutkové divadlo
- Gustav Hašek (role: Matěj Kopecký, Bratři naděje, režie: Jan Jirků, Divadlo Minor, Praha)
  - Václav Jelínek (role: Matěj Kopecký, Bratři naděje, režie: Jan Jirků, Divadlo Minor, Praha)
  - Jan Popela (role: Zlá sudička, Šípková Růženka, režie: Jakub Vašíček, Divadlo Drak, Hradec Králové)
  - Pavol Smolárik (role: Vojtěch Kopecký, Bratři naděje, režie: Jan Jirků, Divadlo Minor, Praha)
  - Antonín Týmal (role: Mladý lesní adjunkt, Mladý vlk a další, Babička Červené Karkulky dnes slaví narozeniny!, režie: Michaela Homolová, Naivní divadlo Liberec)

Širší nominace: Petr Borovský, Ondřej Nosálek, Bořek Joura, Radka Pavlovčinová, Dominik Linka
Cenu předal: Milan Hajn

### Alternativní divadlo
- Nela H. Kornetová (performerský výkon, Badman, režie: Nela H. Kornetová)
  - Eliška Brtnická (performerský výkon, Hang Out, režie: Eliška Brtnická)
  - Miřenka Čechová (performerský výkon, Baletky, režie: Miřenka Čechová)
  - Lucia Kašiarová (performerský výkon, Mnohodinec, režie: Lucia Kašiarová)
  - Petr Krušelnický (performerský výkon, Průvodce peklem_Lido di Dante, režie: Petr Krušelnický)

Širší nominace: Štěpán Pechar, Markéta Vacovská, Tomáš Procházka, Ewa Żurakowska, Daniel Rampáček
Cenu předal: Tomáš Měcháček

### Alternativní divadlo – celoživotní mistrovství
- Bolek Polívka

Cenu předali: Vanda Hybnerová a Michal Pobežal (Mountfield)

### Cena české akademie divadelníků
Dříve cena Kolegia pro udělování cen Thálie za mimořádný umělecký přínos českému divadelnímu umění:
- Martin Hilský

Cenu předal: Jiří Klaváč

### Cena Thálie pro činoherce do 33 let
- Dalibor Buš (Divadlo Husa na provázku, Brno)

Cenu předali: Jan Burian a Matouš Ruml

### Cena Thálie za šíření divadelního umění v televizi
- Viktor Polesný

Cenu předali: Svatava Barančicová (Nadace Život umělce) a Josef Špelda